# Sophronius van Jeruzalem

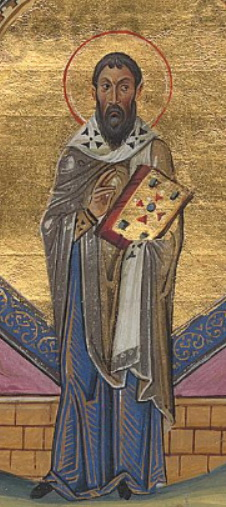
Sophronios

De heilige Sofronios (Grieks: Σωφρόνιος Sōfrónios, Lat. Sophronius) of Sophronius van Jeruzalem (Damascus, 560 – Jeruzalem, 11 maart 638) was de Grieks-orthodoxe patriarch van Jeruzalem van 634 tot zijn dood in 638.
Vooraleer hij patriarch werd was hij een monnik en theoloog en belangrijkste voorstander van de orthodoxe leer in de controverse over de essentiële aard van Jezus en zijn gewilde daden. Bisschop Sophronius was van Arabische afkomst. Hij schreef onder andere een verloren gegaan florilegium (bloemlezing) van 600 teksten van Grieks Orthodoxe kerkvaders ten gunste van het orthodoxe standpunt van dyotheletisme (hierbij wordt aan Christus zowel een goddelijke als menselijke wil toegeschreven). Hij reisde samen met Johannes Moschus, een Byzantijnse kroniekschrijver, langs de monastieke centra in Klein-Azië, Syrië, Egypte (Sinai) en Rome. Johannes Moschus droeg zijn beroemd en immens populair traktaat over het religieuze leven, Λειμὼν πνευματικός (De geestelijke weide, beter bekend als Pratum spirituale), op aan Sophronius.
Zijn feestdag is in de Rooms-Katholieke Kerk en de Orthodoxe Kerk op 11 maart.